# Mikael Johansson (Eishockeyspieler, 1981)
Mikael Johansson (* 17. Juli 1981 in Göteborg) ist ein schwedischer Eishockeyspieler, der zuletzt beim Frölunda HC in der Elitserien unter Vertrag stand.  

## Karriere
Mikael Johansson begann seine Karriere als Eishockeyspieler in seiner Heimatstadt in der Nachwuchsabteilung des Frölunda HC, in der er bis 2001 aktiv war. Anschließend wechselte er für ein Jahr zu Tyringe SoSS aus der drittklassigen Division 1, ehe er die folgenden vier Jahre in der HockeyAllsvenskan, der zweiten schwedischen Spielklasse, verbrachte. Dort spielte er für den Mörrums GoIS IK, die Halmstad Hammers und den Rögle BK.
Zur Saison 2006/07 schloss sich Johansson den Malmö Redhawks aus der Elitserien an. Mit der Mannschaft musste er jedoch am Saisonende den Abstieg in die HockeyAllsvenskan hinnehmen, woraufhin er zu seinem Heimatverein Frölunda HC zurückkehrte, für den er bis 2013 in der höchsten schwedischen Spielklasse auf dem Eis stand.

## Elitserien-Statistik
(Stand: Ende der Saison 2010/11)